# Looping

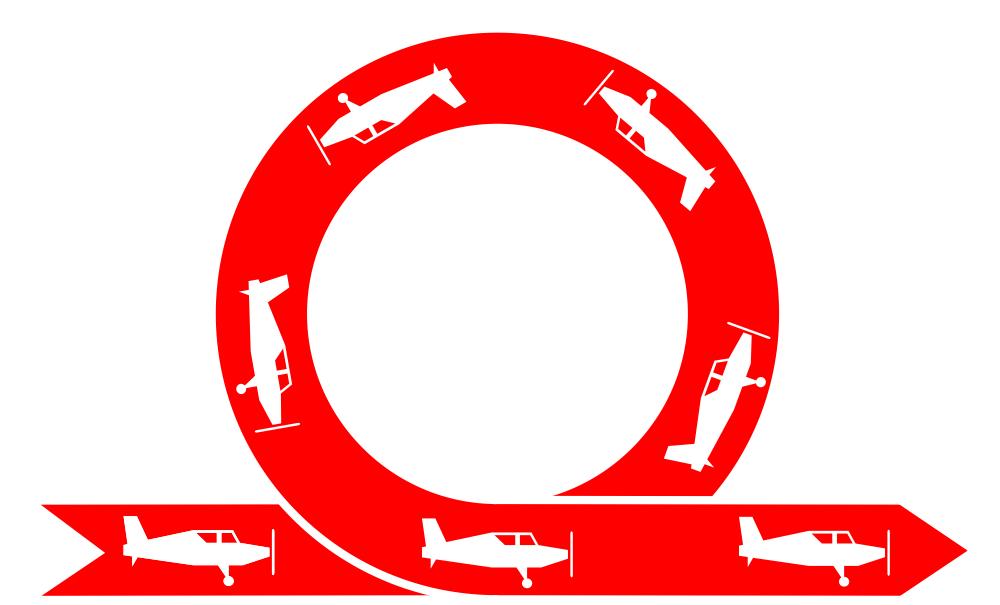
Lo schema dell'acrobazia

Il looping (pronuncia italiana /ˈlupin(ɡ)/, in inglese [ˈluːpɪŋ]; in italiano anche gran volta o semplicemente volta oppure giro o cerchio della morte) è, insieme con il tonneau, la più famosa manovra aeronautica acrobatica.
Viene chiamata giro della morte perché per lungo tempo venne calcolata solo teoricamente sulla carta, e praticamente non era mai stata realizzata, finché il 27 agosto nel 1913 il pilota russo Pëtr Nesterov realizzò questa acrobazia, dando l'inizio all'alto pilotaggio. Incominciò ad usare la portanza dell'ala per la manovra sia sul piano orizzontale sia sul piano verticale.
Pëtr Nesterov si fidava così tanto dei suoi calcoli, che, prima del «giro della morte», non mise la cintura di sicurezza. In base ai suoi calcoli, nel punto stazionario più alto, non sarebbe dovuto cadere, grazie alla forza centrifuga che spingeva il pilota sul sedile del suo Niupor-4 con il motore Gnom con potenza pari a 70 cavalli vapore (50 kW).

Looping di un Eurocopter Tiger

L'acrobazia si esegue cabrando l'aereo affinché esegua un giro completo a forma di cappio (loop). Un looping perfetto dovrebbe disegnare una traiettoria circolare perfetta che si chiude esattamente nello stesso punto, per quota, posizione e direzione del velivolo, in cui si è cominciata.
Nella prima fase del looping il velivolo acquista quota fino a portarsi in volo rovesciato, e a volte è indispensabile «dare motore» per compensare la perdita di velocità. Nella seconda fase del looping l'aereo scende tornando alla quota iniziale e l'energia potenziale si trasforma in energia cinetica, per cui la potenza del motore dovrà essere ridotta. Acquistando sufficiente energia cinetica all'entrata della manovra (con una picchiata), è comunque possibile, con molti tipi di velivolo, effettuare un looping senza intervenire sul motore. La manovra è infatti possibile anche con un aliante.